# Być albo nie być
Być albo nie być (ang. To be, or not to be) – fraza pochodząca z utworu Hamlet, książę Danii autorstwa Williama Shakespeare’a. Rozpoczyna monolog wypowiadany w pierwszej scenie III aktu przez tytułowego bohatera utworu. Jego tematem są rozterki duchowe; bohater staje przed strategicznym wyborem pomiędzy bierną a czynną postawą.
W tekstach kultury masowej i w potocznej świadomości Hamlet podczas tego monologu często stoi na scenie sam i trzyma czaszkę, nie jest to jednak zgodne z tekstem. Wynika to z kontaminacji dwóch słynnych scen z tej sztuki: sceny I z aktu III (tam główny bohater wygłasza ów monolog i nie jest sam na scenie: towarzyszy mu Ofelia, a za zasłoną ukryci są Król i Poloniusz) ze sceną I z aktu V (kiedy bohater mówi, trzymając w dłoni czaszkę; jednak też nie jest sam: towarzyszą mu Horacjo i dwaj grabarze).

## Odniesienia w kulturze
Fraza ta stała się trwałym elementem kultury pojawiając się w wielu utworach, np. w filmie Być albo nie być nakręconym w 1942 r. w USA. Tytuł nawiązuje do sztuki Szekspira, którą mają wystawić aktorzy warszawskiego teatru, w czym jednak przeszkodził im wybuch wojny. Aktorzy przygotowując premierę jednocześnie planują zamach na hitlerowskich dygnitarzy.
Weszła również w skład kanonu kultury masowej pojawiając się w piosenkach, tekstach satyrycznych, publicystycznych a także w potocznych rozmowach.